# Технічний фол
Технічний фол — це фол, який здійснюєтся без безпосереднього контакту з суперником. Це може бути зневажлива поведінка по відношенню до суддів, суперників, умисна затримка гри, а також порушення процедурного характеру.
Покарання: пробиваються два штрафні кидки будь-яким гравцем з команди, яка не порушувала правила гри. Вкидання проводиться аналогічно неспортивному фолу після виконання штрафних кидків постраждалою стороною.